# Ronald Perelman
Pour les articles homonymes, voir Perelman.
Ronald Owen Perelman, né le 1er janvier 1943 à Greensboro en Caroline du Nord, est un banquier, investisseur et homme d'affaires américain.

## Propriétés
Sa compagnie MacAndrews & Forbes a investi dans de nombreuses entreprises aux intérêts très divers comme le tabac, le maquillage, l'automobile, les comics, etc. Perelman possède des parts dans plusieurs sociétés comme AM General, Deluxe Entertainment, Revlon, SIGA Technologies, , etc.
Perelman est chaque année parmi les plus importants philanthrope. En janvier 2019, Perelman est le 49e plus riche américain et le 152e dans le monde avec une fortune estimée à 9,4 milliards de dollars.

## Marvel Comics
En janvier 1989, Ronald Perelman rachète à New World Entertainment la maison d'édition de comics Marvel Comics puis dans les années 1990, il diversifie les activités de Marvel en rachetant les éditeurs de cartes à collectionner Fleer Corporation et SkyBox International.